# جيمس هاربر (سياسي أمريكي)
جيمس هاربر (بالإنجليزية: James Harper)‏ هو ناشر وسياسي أمريكي، ولد في 13 أبريل 1795 في إلم هرست في الولايات المتحدة، وتوفي في 27 مارس 1869 في نيويورك في الولايات المتحدة. انتخب عمدة مدينة نيويورك (1844 – 1845).